# Garden Acres (California)
Garden Acres è un census-designated place degli Stati Uniti d'America situato nella contea di San Joaquin, in California.